# Kawasaki GPZ 750
Kawasaki GPZ 750 je motocykl kategorie superbike, vyvinutý firmou Kawasaki, vyráběný v letech 1982–1988.
Motor je čtyřdobý, vzduchem chlazený řadový čtyřválec DOHC. Jeho předchůdcem je model Kawasaki KZ 750, nástupcem kapalinou chlazený model Kawasaki GPZ 750R. Silnější byl model Kawasaki GPZ 750 Turbo.

## Technické parametry
- Rám:
- Suchá hmotnost: kg
- Pohotovostní hmotnost: 241 kg
- Maximální rychlost: 216 km/h
- Spotřeba paliva: l/100 km